# Ludwig Heinrich Röchling (Politiker, 1796)
Ludwig Heinrich Röchling (* 8. Februar 1796 in St. Johann; † 19. November 1870 ebenda) war ein deutscher Großkaufmann und Politiker.

## Leben
Röchling war der Sohn des Großkaufmanns Johann Thomas Röchling (* 18. Juni 1748 in St. Johann; † 1. Januar 1841 ebenda) und dessen Ehefrau Friederike Wilhelmine Katherina, geborene Dern (* 29. Januar 1762 in Saarbrücken; † 16. Mai 1812 in St. Johann). Er war evangelisch und heiratete am 22. Mai 1832 in Saarbrücken Juliane Wilhelmine Ida Braun (* 16. Juni 1808 in St. Johann; † 6. Dezember 1894 ebenda). Der gleichnamige Sohn Ludwig Heinrich Röchling (1839–1901) wurde Gutsbesitzer und Abgeordneter.
Röchling lebte als Großkaufmann in St. Johann. Er war Aktionär der Dillinger und der Halberger Hütte. 1865 wurde er zum Kommerzienrat ernannt. 1860 wurde er mit dem Roter Adlerorden 4. Klasse ausgezeichnet.

## Politik
Röchling war von 1839 bis 1841 Zweiter und von 1841 bis 1870 Erster Kreisbeigeordneter und im Mai 1848 Vertreter des Landrats. 1840 war er Abgeordneter zur Erbhuldigung in Berlin. Von 1843 bis 1845 war er Abgeordneter im Provinziallandtag der Rheinprovinz und 1847 Mitglied des Ersten, 1848 des Zweiten Vereinigten Landtags. Von 1850 bis 1852 gehörte er der Ersten Kammer des preußischen Landtags an und war dann von 1952 bis 1858 und erneut 1860 bis 1861 Mitglied des Preußischen Abgeordnetenhauses für den Wahlkreis Trier 5. Er war Mitglied der Saarbrückener Casinogesellschaft.